# Hans Steffen
Hans Steffen Hoffman  est né le 20 juillet 1865 à Fürstenwerder, arrondissement de Prenzlau, en Prusse, il est mort le 7 avril 1936, à Davos  en Suisse. Il fut géographe et explorateur de la Région d'Aysén del General Carlos Ibáñez del Campo dans l'ouest de la Patagonie. Steffen fut également enseignant, encyclopédiste et historien. Le glacier Steffen sur le champ de glace du nord de la Patagonie porte son nom.

## Biographie
Titulaire d'un doctorat obtenu son doctorat en 1886, Hans Steffen est invité par le président du Chili José Manuel Balmaceda Fernández à Santiago en 1889, où il devient professeur d'histoire et de géographie à l'institut de l'Université du Chili (es) (avec les Allemands Alfred Beutell , Friedrich Hanssen, Friedrich Johow , Rudolf Lenz, Reinhold von Lilienthal et Jürgen Heinrich Schneider).

### Carrière
Hans Steffen est né de l'union du médecin militaire Karl Emil Steffen et de sa femme Anna Luise Hoffmann à Fürstenwerder dans l'Uckermark. Quelques années plus tard, la famille déménage à Berlin-Charlottenburg, où il fréquente le Kaiserin-Augusta-Gymnasium humaniste de Berlin. En 1883, à l'âge de 18 ans, il entreprit des études de géographie et d'histoire à l'Université royale Friedrich Wilhelm de Berlin. Là, avec Ernst Curtius et Theodor Mommsen, il a assisté aux conférences du géographe Ferdinand von Richthofen. Au bout de un an, il s'installa à l'Université de Halle, où le géographe Alfred Kirchhoff devient son professeur universitaire. En 1886, Hans Steffen a fait son doctorat avec une étude géographique de la Basse-Franconie. L'année suivante, il travaille à Rudolstadt en tant qu'expert en géographie sur la nouvelle édition de l'Encyclopédie allemande éditée par Philipp von Nathusius. En 1888, il fut incorporé au service militaire, mais réformé en raison d'une maladie. 

### Enseignant et chercheur au Chili

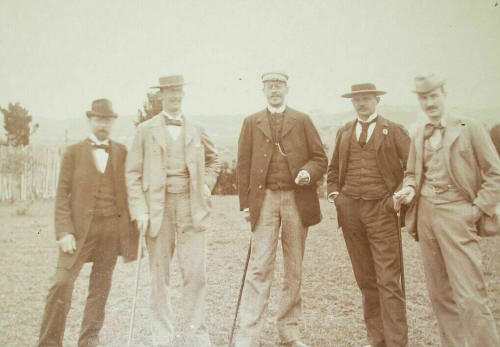
Equipe d'expédition Río Puelo en 1897.

En 1889, Hans Steffen a été nommé par le gouvernement du président chilien José Manuel Balmaceda Fernández  maître de conférences en histoire et géographie à l'Institut pédagogique nouvellement fondé de l'Université du Chili à Santiago et y appartenait avec six autres Allemands (Alfred Beutell, Friedrich Hanssen, Friedrich Johow, Rudolf Lenz, Reinhold von Lilienthal, Jürgen Heinrich Schneider) comme première faculté pour la formation des enseignants du secondaire. Steffen avait été sélectionné par les représentants diplomatiques du Chili à Berlin sur la recommandation de Ferdinand von Richthofen et appartenait à la minorité au sein du groupe des universitaires allemands qui n'avaient pas d'habilitation en vertu du droit universitaire allemand (à l'exception de Steffen, cela ne s'appliquait qu'à Schneider et à partir de 1891 August Tafelmacher, qui a remplacé le mathématicien Lilienthal, qui a été nommé à Münster),.

### Les expéditions en Patagonie
Lorsque Hans Steffen est arrivé en Amérique du Sud en 1889, sept ans s'étaient écoulés depuis que le Chili et l'Argentine s'étaient mis d'accord dans un traité frontalier sur la manière dont leur frontière commune devait être déterminée. Celle-ci devrait se dérouler dans les Andes " le long des plus hauts sommets de cette cordillère, qui se partagent les eaux ". Cependant, cette règle simple n'a pas pu être mise en œuvre aussi facilement en Patagonie car la fracture continentale y est souvent à l'est des Andes dans la pampa. Alors que l'Argentine aurait souhaité tracer la frontière au-dessus des plus hauts sommets andins, le Chili a invoqué que le bassin versant était l'élément déterminant de la démarcation convenue. Cela a conduit à de graves tensions entre les voisins sur les conditions territoriales de cette région, dont la topographie était largement inexplorée. Il y avait donc un défi politique et scientifique à explorer la Patagonie. Un défi relevé par le géographe Steffen.
Dès le début, Steffen s'intéressa beaucoup plus à la recherche sur le terrain géographique qu'à ses activités d'enseignement universitaire et commença bientôt à organiser ses propres expéditions. En outre, il a étudié les sources historiques et contemporaines à Santiago. Cela incluait, par exemple, les rapports sur les voyages missionnaires des jésuites du XVIIIe siècle. En février 1892, il organisa lui-même sa première expédition vers le volcan  Osorno près de Puerto Montt, qu'il monta juste en dessous du sommet, et vers la cordillère sur le lac Todos Los Santos à l'est du cône volcanique. Son équipe comprenait également le géodésiste Wilhelm Döll et le géologue Carl Ochsenius.
Puis il a réussi à convaincre le chef de la commission des frontières chilienne Diego Barros Arana de ses idées pour explorer la Patagonie. Dans les années suivantes, jusqu'en 1899, il reçut avec son soutien des contrats gouvernementaux pour sept expéditions, auxquelles plusieurs autres experts allemands prirent également part. Grâce à ses voyages de recherche et à ses nombreuses publications, Steffen est devenu un expert exceptionnel et respecté de la Patagonie occidentale, qui a été mis sur un pied d'égalité avec d'autres voyageurs chiliens tels que Charles Darwin ou Alexander von Humboldt par certains observateurs chiliens et qui est toujours très apprécié au Chili aujourd'hui.

### Conseil consultatif de la délégation pour le Chili

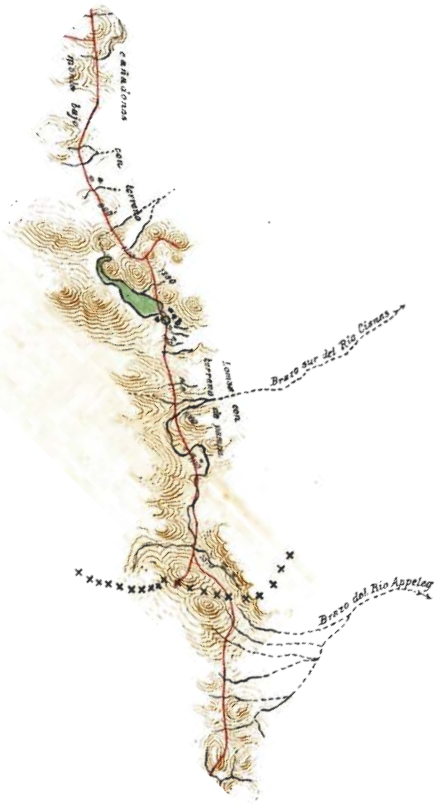
Croquis Steffen Auszug du Rio Cisnes

Le Chili et l'Argentine se sont soumis à un tribunal d'arbitrage britannique en 1886 pour régler pacifiquement leurs différends frontaliers. En octobre 1899, l'expert Steffen fut nommé au conseil scientifique consultatif de la délégation chilienne à Londres. Il a voyagé en Grande-Bretagne et a participé de manière significative à la préparation de l'exposition, qui devrait montrer au tribunal arbitral la position chilienne et donner une impression de la nature géographique de la Patagonie. Puis Steffen en tant que représentant du Chili et Francisco Pascasio Moreno en tant que représentant de l'Argentine ont accompagné l'envoyé britannique du tribunal d'arbitrage Sir Thomas Holdich lors d'une tournée d'inspection à travers l'ouest de la Patagonie. Enfin, une deuxième conférence d'experts a eu lieu à Londres. La récompense du roi anglais a ensuite été décernée en novembre 1902.
Dans les années suivantes, Dr. Hans Steffen a continué à se concentrer sur les sujets déterminants de sa vie de recherche et de nombreuses publications sur la Patagonie et le processus de recherche des frontières dans lequel il a été impliqué sont apparues. En raison d'une maladie pulmonaire, il a été contraint de quitter le Chili en 1913. Dès lors, il vécut près de Davos en Suisse, où il mourut le 7 avril 1936.

### Commémoration ultérieure
Les alpinistes et documentaristes italiens Silvia Metzeltin et Gino Buscaini ont retrouvé la tombe oubliée de Steffen à Davos il y a quelques années et ont fait campagne pour une commémoration digne. Enfin, à l'instigation des autorités chiliennes, l'urne Steffen, qui avait voulu une dernière demeure en Patagonie, a été transférée au Chili en avril 2001 et enterrée dans un mausolée spécialement construit à Aisén en novembre 2006,,.